# جوسيب ساميتيير
جوسيب ساميتيير فيلالتا (بالإسبانية: José Samitier)‏، ولد في 2 فبراير 1902 في برشلونة وتوفي في 5 مايو 1972 في برشلونة، لاعب كرة قدم إسباني، ولعب لنادي برشلونة الإسباني، ومنتخب إسبانيا لكرة القدم، وقد كان مدربا لكرة القدم أيضا.

## مسيرته

ساميتيير ضمن فريق نادي برشلونة الفائز ببطولة كأس إسبانيا عام 1928

لعب لنادي برشلونة 454 مباراة ونادي ريال مدريد 8 مباريات وكذلك مع نادي نيس الفرنسي مثل كذلك المنتخب الإسباني في 21 مباراة، خلال مسيرته مع نادي برشلونة سجل 333 هدفاً مع احتساب أهدافة في المباريات الودية، وهو من أفضل الهدافين في تاريخ النادي مع ليونيل ميسي وباولينو ألكنتارا ،يعتبر ساميتيير ثاني كأس إسبانيا التاريخيين برصيد 70 هدفاً من بينها 65 بقميص برشلونة، لعب لفئة الشباب مع برشلونة ما بين 1914 إلى 1916، ولعب أول مباراة له مع نادي برشلونة في عام 1919 وهو بعمر 17 سنة، وفي عام 1925 أصبح أغلى لاعب كرة قدم أسباني، وقد كان عضوا في فريق برشلونة الأسطوري الذي كان يدربه جاك غرينويل والذي يضم باولينو ألكنتارا وساغيباربا وريكاردو زامورا وفليكس سيسوماغا وفرانز بلاتكو ، بين عام 1919 وعام 1933 فاز في 12 لقب لكأس كاتالونيا، وخمس مرات كأس الملك ولقب للدوري الإسباني، وقد كان ضمن منتخب إسبانيا لكرة القدم الفائز في الميدالية الفضية في أولمبياد أنتويرب 1920، وقد لعب مع منتخب أسبانيا لكرة القدم 21 مباراة وسجل هدفين.
في عام 1933 تم إخراجه من الفريق الأول في برشلونة، واستغل نادي ريال مدريد هذه الفرصة وضمه إلى صفوفه، وأنضم إلى زميله ريكاردو زامورا، وقادهم إلى الفوز بالدوري الإسباني في موسم 1932/1933 وكأس ملك إسبانيا في 1934.
و في عام 1936 أصبح ساميتيير مدربا لكرة القدم، وقد عين بدلا لفريد بينتلاند كمدرب لنادي أتلتيكو مدريد، ولكنه فشل معهم، وقد بدأت الحرب الأهلية في إسبانيا في ذلك العام، وتم اعتقال ساميتيير وتم اقتياده إلى فرنسا، ولعب هناك مع نادي نيس، وقد سجل 47 هدف في 82 مباراة، وفي عام 1939 اعتزل كرة القدم،

## مسيرته التدريبية
عام 1936 درب ساميتيير نادي أتلتيكو مدريد، ثم أصبح مدربا لنادي نيس عام 1942, وعاد ساميتيير إلى إسبانيا ودرب نادي برشلونة الإسباني في عام 1944 وقادهم إلى الفوز بالدوري الإسباني للمرة الثانية في تاريخهم عام 1945 وترك تدريب النادي عام 1947.
وبالرغم من علاقاته المشبوهه بالجنرال فرانكو وبعلاقته في صفقة انتقال ألفريدو دي ستيفانو، إلا أنه عندما توفي تمت إقامة مراسم عزاء كبيرة له في برشلونة.

## وصلات خارجية
- جوسيب ساميتيير على موقع ناشيونال فوتبول تيمز (الإنجليزية)
- جوسيب ساميتيير على موقع عالم كرة القدم.نت (الإنجليزية)
- جوسيب ساميتيير على موقع اللجنة الأولمبية الدولية (الإنجليزية)
- جوسيب ساميتيير على موقع أوليمبيديا (الإنجليزية)

- ساميتيير من الموقع الرسمي لنادي برشلونة
- ساميتيير من الموقع الرسمي لبطولة الليغا